# Niet-ideale oplossing
Een niet-ideale oplossing is een oplossing die niet over zijn gehele mengbereik voldoet aan de wet van Raoult.

## Ideale oplossing
Een oplossing is ideaal wanneer haar componenten (aanwezige vloeistoffen) interacties met elkaar hebben maar deze effectief allemaal hetzelfde zijn; er wordt geen rekening gehouden met de chemische eigenschappen van deze stoffen. Wanneer als voorbeeld een ideale oplossing van twee ideale vloeistoffen met molaire fracties (25% A en 75% B) wordt genomen, respectievelijk kokend bij 40°C en 90°C in zuivere toestand, dan zal het kookpunt van de meest vluchtige component A hoger zijn dan 40°C indien deze 100% zuiver zou zijn. De moleculaire verklaring voor deze temperatuurafhankelijkheid van de samenstelling van het mengsel is een gevolg van een toename van de entropie (mate van wanorde) ten opzichte van de vloeistoffen in zuivere toestand (A en B) en daarom een thermodynamische eigenschap (zie vrije energie). Met andere woorden: de dampdruk boven het mengsel neemt af en het kookpunt toe naarmate stof A zich in een omgeving van stof B bevindt. Van dit principe wordt gebruikgemaakt bij gefractioneerde destillatie: de afhankelijkheid van het kookpunt van een te isoleren stof in relatie tot de verhouding in een mengsel maakt het (nagenoeg) zuiver verkrijgen van de componenten mogelijk.
De dampspanning van beide componenten bij constante temperatuur is een lineaire functie van de samenstelling, meestal weergegeven als molfractie x. De evenredigheidsconstante is simpelweg de evenwichtsdampspanning van de zuivere componenten.
Pa(xa) = P*a.xa
Pb(1-xa) = .P*b.xb
Ptot(x) = xa.P*a+xb.P*b (Wet van Raoult)
Alle drie uitdrukkingen vormen een rechte lijn wanneer uitgezet tegen x.
Voor een ideale oplossing geldt dat de Gibbs vrije energie of vrije enthalpie geheel bepaald wordt door de mengentropie. Er is geen mengenthalpie. Dit is alleen waar als er alleen - op zichzelf sterke - gemiddelde interacties tussen buurmoleculen in rekening gebracht moeten worden en wanneer er voor deze interacties geldt:
2 U12 - U11 + U22 = W = 0
Onder ideale omstandigheden kan aangetoond worden dat volumes bij menging eenvoudig optelbaar zijn.

## Afwijkingen van ideaal gedrag
Bij een niet-ideale oplossing zijn afwijkingen van lineair gedrag te constateren. De dampdrukken zijn dan niet een eenvoudige optelsom zoals gegeven door Raoults wet. Ook de volumes zijn niet meer eenvoudig optelbaar. Bij menging kan het volume wat groter of kleiner worden.
Bij niet-ideale oplossingen is niet langer het geval dat W=2U12 -U11+U22=0  als bij ideale oplossingen. De buurinteracties kunnen verschillen naargelang welk molecuul de buurman is. Vooral bij ionogene oplossingen kunnen ook interacties op langere afstanden een grote rol gaan spelen doordat ionen een elektrostatische lading dragen.
Afhankelijk van hoe sterk niet ideale het systeem is kunnen er een aantal verschijnselen optreden die in ideale oplossingen niet voorkomen:
1. het kookgedrag kan een azeotroop punt bevatten
2. de mengbaarheid is niet altijd volledig en dit kan tot beperkte oplosbaarheid leiden
3. afhankelijk van de temperatuur kan de mengbaarheid weer volledig worden (kritisch menggedrag).
4. indien volledige mening bij opwarming niet bereikt wordt voordat de oplossingen gaan koken kan er in plaats van een azeotroop een eutecticum ontstaan.

### Limietgedrag
Zowel aan de lage als aan de hoge concentratie kant is er meestal nog wel een bereik waar het dampdrukgedrag vrijwel lineair is. Aan de hoge kant, waar de component de rol van een oplosmiddel speelt komt dat omdat de P-functie naar de ideale Raoult lijn convergeert. Voor de lage kant, waar we te maken hebben met een opgeloste stof  is dat echter niet zo. Voor verdunde oplossingen geldt bij benadering:
Pa(xa)= kH.xa
De waarde van de coëfficiënt kH is niet gelijk aan de dampdruk van de zuivere stof en staat bekend als de constante van Henry. De wetmatigheid is dan ook bekend als de Wet van Henry. In tegenstelling tot de waarde van P* in de Wet van Raoult is de waarde van kH niet alleen van de zuivere (opgeloste) stof afhankelijk maar van de combinatie opgeloste stof - oplosmiddel.
Als voor de ene component de Wet van Henry geldig is (de opgeloste stof), is voor de andere (het oplosmiddel) de Wet van Raoult geldig. Dit is een gevolg van de Gibbs-Duhem relatie.
Beide wetten zijn belangrijk voor de definitie van het begrip activiteit, omdat deze grootheid afhangt van de gekozen standaard. Deze definite kan zowel op Raoult als op Henry gebaseerd zijn.

### Margules functies
Een wat andere benadering van niet-ideaal gedrag is de Margules functie. Deze functie wordt als factor toegevoegd aan de Raoult uitdrukking om afwijkingen ervan te beschrijven.
Pa(xa)= P*a.xafM
Margules functies kunnen een onbeperkt aantal parameters bevatten, hoe groter de afwijking van ideaal hoe meer er nodig zijn. Het eenvoudigste geval, waarbij de functie slechts één parameter α bevat staat bekend als de reguliere oplossing
Er kan aangetoond worden dat geldt α =W/RT waarbij W het verschil in interactie is tussen buren van dezelfde en van de andere soort voorstelt.